# Combles
Combles – miejscowość i gmina we Francji, w regionie Hauts-de-France, w departamencie Somma.
Według danych na rok 2011 gminę zamieszkiwało 766 osób, a gęstość zaludnienia wynosiła 78 osób/km² (wśród 2293 gmin Pikardii Combles plasuje się na 455. miejscu pod względem liczby ludności, natomiast pod względem powierzchni na miejscu 470.).